# Долно Оризари (община Битоля)
Вижте пояснителната страница за други значения на Долно Оризари.
Долно Оризари (на македонска литературна норма: Долно Оризари) е село в община Битоля на Северна Македония.

## География
Селото се намира на 580 m надморска височина в областта Пелагония, на 4 km североизточно от Битоля.

## История
В XIX век Долно Оризари е село в Битолска кааза на Османската империя. В 1860 година е изградена църквата „Света Петка“. Според статистиката на Васил Кънчов („Македония. Етнография и статистика“) от 1900 година Оризари Долно има 440 жители, всички българи християни.
На Етнографската карта на Битолския вилает на Картографския институт в София от 1901 година Долно Оризари е чисто българско село в Битолската каза на Битолския санджак с 45 къщи.
Цялото население на селото е под върховенството на Българската екзархия. По данни на секретаря на екзархията Димитър Мишев („La Macédoine et sa Population Chrétienne“) в 1905 година в Оризари Долно има 216 българи екзархисти.
По време на българското управление на Вардарска Македония през Първата световна война Долно-оризари е част от Кукуречанска община в Битолска селска околия и има 324 жители.
В 1961 година селото има 848 жители. Вследствие на близостта до Битоля то става имиграционно място, в което се заселват хора от над 50 села от Демир Хисар, Охридско и Мариово. Независимо от това от селото има и голяма емиграция към САЩ, Австралия, Канада, Швеция, Германия.
На 23 май 1996 година в селото е открита поща.
Според преброяването от 2002 година селото има 1834 жители, самоопределили се както следва:
| Националност     | Всичко |
| северномакедонци | 1828   |
| албанци          | 0      |
| турци            | 0      |
| роми             | 4      |
| власи            | 1      |
| сърби            | 0      |
| бошняци          | 0      |
| други            | 1      |

В 2008 година жителите на селото се увеличават на 2025 жители.
В селото работи основно училище до 9. клас, филиал на ОУ „Даме Груев“ (Битоля).